# D’Abnour-Bucht
Die D’Abnour-Bucht (französisch Baie Richard D’Abnour, in Chile Bahía Varas) ist eine kleine Bucht im Norden der Anvers-Insel im Palmer-Archipel vor der Westküste der Antarktischen Halbinsel. Sie liegt 5 km ostsüdöstlich des Kap Grönland.
Teilnehmer der Vierten Französischen Antarktisexpedition (1903–1905) unter der Leitung des Polarforschers Jean-Baptiste Charcot kartierten sie erstmals. Charcot benannte sie nach Konteradmiral Claude Marcel Henri Etienne Richard d’Abnour (1845–1907) von der französischen Marine, der die Forschungsreise unterstützt hatte. Chilenische Wissenschaftler benannten sie dagegen nach Korvettenkapitän Augusto Varas Orrego, Leiter der Arturo-Prat-Station im antarktischen Winter 1949.